# 1468년

## 연호
- 명(明) 성화(成化) 4년
- 일본(日本) 오닌(応仁) 2년
- 후 레 왕조(後黎朝) 꽝투언(光順) 9년

## 기년
- 명(明) 헌종 성화제(憲宗 成化帝) 4년
- 조선(朝鮮) 세조(世祖) 14년
- 후 레 왕조(後黎朝) 성종(聖宗) 9년

## 사건
- 9월 19일 - 토로스 데 귀산도 협정에 따라 이사벨(1451-1504)이 카스티야의 왕위계승자로 인정받음

## 문화
- 보신각 동종이 주조되었다.

## 탄생
- 2월 29일 - 교황 바오로 3세, 220대 로마 교황.

## 사망
- 1월 17일 - 알바니아의 민족 영웅 스칸데르베그.
- 11월 24일 - 백년 전쟁 당시 프랑스 귀족이자 사령관 장 드 뒤누아
- 조선 7대 국왕 세조
- 남이와 강순, 문효량, 오치권 등 모반대역으로 거열형후에 효시됨.